# Дженингс (окръг, Индиана)
Окръг Дженингс (на английски: Jennings County) е окръг в щата Индиана, Съединени американски щати. Площта му е 979 km², а населението е 27 613 души (1 април 2020). Административен център е град Върнън.